# Olga García
Olga García Pérez (Dosrius, 1 juni 1992) is een Spaans voetbalster. Ze speelt als aanvaller bij Atlético Madrid.

## Clubvoetbal
Olga García debuteerde in 2010 in het Femení-elftal van FC Barcelona, na eerder in de jeugd van de club te hebben gespeeld. Ze werd in haar debuutseizoen met 25 competitiedoelpunten clubtopscorer. Daarnaast maakte Olga García in 2011 het enige doelpunt in de gewonnen finale van de Copa de la Reina. Met de blaugranas won ze drie landstitels (2011, 2012, 2013) en twee nationale bekers (2011, 2013). In 2013 vertrok ze naar UD Levante. In 2015 keerde Olga García als vervanger van Marta Corredera terug naar FC Barcelona. Ze had een hoofdrol in de dubbele confrontatie met FC Twente in de achtste finales van de Champions League door zowel in de Grolsch Veste als in het Mini Estadi het enige doelpunt te maken. Nadat ze in het seizoen 2017/2018 weinig aan spelen was toegekomen, mede door de komst van Lieke Martens en Toni Duggan als concurrenten in de aanval van de Femení, vertrok Olga García in 2018 naar Atlético Madrid.

## Nationaal elftal
Olga García speelde voor de Spaanse jeugdelftallen. Op 26 november 2015 maakte ze haar debuut in het Spaans nationaal elftal in een wedstrijd tegen Ierland. De aanvalster scoorde in haar eerste interland. In 2017 won Olga García met Spanje de Algarve Cup. Ze scoorde in de groepswedstrijden tegen Noorwegen en Japan. In 2017 speelde ze op het Europees kampioenschap in Nederland. Op dit toernooi bereikte Olga García met Spanje de kwartfinales.
In 2014 debuteerde Olga García in het Catalaans elftal in de wedstrijd tegen Baskenland (1-1), waarin de aanvalster bovendien scoorde.